# Maison (Épernon, 5 place du Change)
Pour les articles homonymes, voir Maison.
La maison du 5 place du Change est une maison située à Épernon, en France.

## Description
La maison possède une façade à pans de bois.
Sur la façade, à gauche, Saint Christophe et, à droite, saint Michel archange, la main droite sur la poitrine.
Côté cour, la façade est en moellons avec une tourelle d'escalier visible depuis la plaine dont l'origine est antérieure à la bâtisse du devant (lieu dit les Prairies).

## Localisation
La maison est située sur la commune d'Épernon, dans le département français d'Eure-et-Loir, au 5 place du Change. La situation de cette auberge se trouve vis-à-vis de la rue actuelle du château, autrefois jusqu'à la fin de l'Ancien Régime, à l'angle côté levant le marché aux légumes, côté orient, le marché aux bléd (blés), sur la rue actuelle du château, le marché aux denrées. une proximité aussi immédiate de l'auberge de saint Jacques. 

## Historique
Les baies ornées de moulures datent du XVe siècle. 
Le rez-de-chaussée de l'édifice a été inscrit au titre des monuments historiques en 1928 et La maison en totalité en 2011,.
Sa fonction antérieurement à 1550 était d'être une auberge du nom "Auberge du mont saint Michel" (acte AD Eure-et-Loir - série B), 